# Lasioglossum lilliputense
Lasioglossum lilliputense är en biart som först beskrevs av den kanadensiske entomologen Jason Gibbs 2010. Den ingår i släktet smalbin och familjen vägbin. Arten finns från nordvästra USA till sydvästligaste Kanada.

## Beskrivning
Hanen är okänd. För honan gäller att huvud och mellankropp är gyllengröna, ibland med ett blåaktigt skimmer. Nedre delen av munskölden är mässingsfärgad, medan den övre delen är svartbrun och antennerna mörkbruna. Vingarna är halvgenomskinliga, svagt rökfärgade med rödbruna ribbor och mörkt rödbruna vingfästen. Bakkroppen är klarbrun. Behåringen är vitaktig och tämligen gles. Arten är mycket liten, honan har en kroppslängd på 4,1 till 4,5 mm och en framvingelängd på 3,2 till 3,3 mm.

## Utbredning
Lasioglossum lilliputense förekommer i ett relativt litet område i Nordamerika, omfattande sydligaste British Columbia i Kanada, samt västra Montana och sydöstra Idaho i USA.

## Etymologi
Arten har fått sitt artepitet, lilliputense, på grund av sin mycket lilla storlek, till och med för att vara ett smalbi.

## Taxonomi
Insamlade individer från de mexikanska delstaterna Puebla och Veracruz visar en DNA-streckkodning som stämmer med denna art.
Jason Gibbs har framkastat att Lasioglossum obnubilum, som påträffats i Colorado, skulle kunna vara denna arts hittills okända hane.